# Lion des neiges
Pour les articles homonymes, voir Lion.

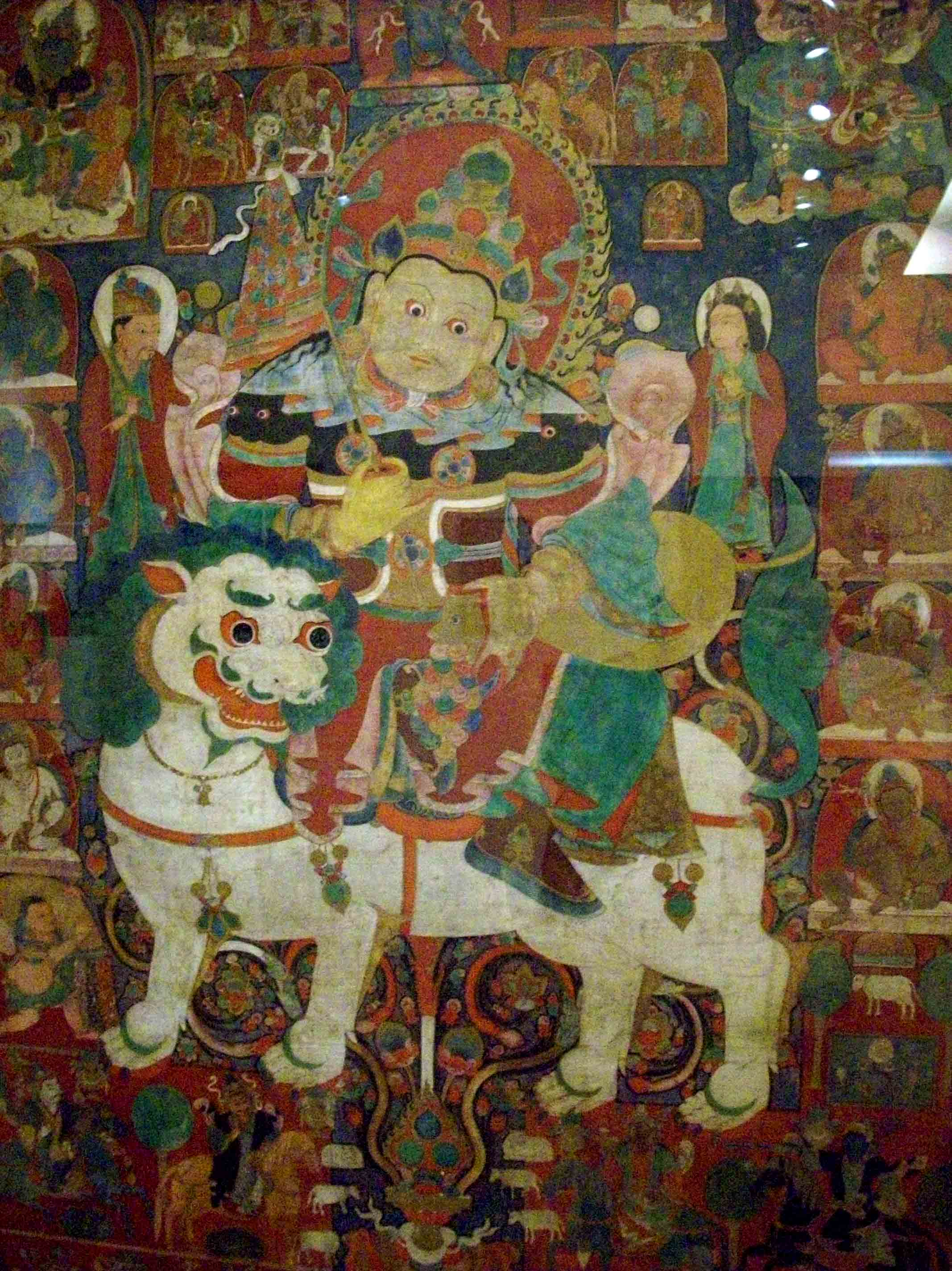
Thangka représentant Vaiśravana chevauchant un lion des neiges, 2e moitié du XIVe siècle, musée Guimet

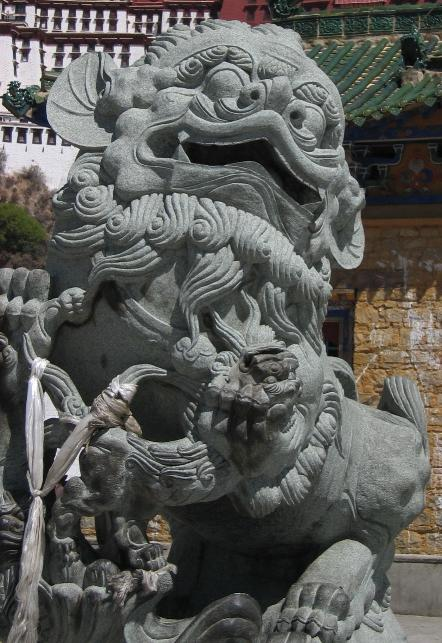
Statue d'un gardant le Palais du Potala (Selon Amy Heller, il s’agit d’un des 2 lions chinois imitant le style du XVe siècle et construit dans les années 1990)

Le lion des neiges (tibétain : གངས་སེང་གེ་, Wylie : gangs seng ge) est un animal légendaire du Tibet. Il incarne les valeurs de courage et de gaieté et symbolise la vivacité, une des quatre dignités de la voie de Shambhala et un des quatre éléments (on lui associe la Terre) avec le dragon, le tigre et le garuda.

« Le lion des neiges réside à l'Est et représente la joie inconditionnelle, la tranquillité de l'esprit, la sérénité. Il a la beauté et la dignité qui découlent d'un corps et d'un esprit en parfaite symbiose. Le lion des neiges possède la jeunesse, l'énergie vibrante de la bonté et un sens inné du plaisir. Parfois, le trône de Bouddha est dépeint accompagné de huit lions des neiges, représentant dans ce cas les huit disciples-Bodhisattva de Gautama Bouddha, le bouddha historique. Le lion est associé au courage, à la domination des montagnes et à la Terre »

— Les quatre Dignités, Rudy Harderwijk

## Rugissement
Dans le rugissement du lion des neiges figurent le grand vide (sanskrit : Śūnyatā), le courage et la vérité, et parce qu'il est synonyme du Buddhadharma, les enseignements de Bouddha tout comme la liberté du karma ou l'Éveil.
Le cri du lion est si puissant qu'il peut vaincre jusqu'à sept dragons.

## Le lion dans l'art bouddhique

Le drapeau du Tibet

Le lion est un animal sacré, symbole du pouvoir royal, dans beaucoup de cultures, de l'ancienne Égypte aux empires grec et romain ainsi que, plus à l'Est, la Perse et l'Inde. Le lion des neiges est le protecteur de Bouddha et il est souvent présent dans les représentations artistiques de chaque côté du trône. Le corps de l'animal est blanc comme la neige alors que la crinière, la queue et les boucles sur ses pattes sont bleues ou vertes. Si la plupart des lions des neiges sont asexués dans l'art bouddhiste, quand ils sont représentés sous la forme de deux lions affrontés, le lion de droite est le mâle et celui de gauche la femelle.
Deux lions des neiges affrontés sont représentés au centre de l'ancien drapeau du Tibet. Ils tiennent entre leurs pattes deux « joyaux ». Celui du haut, tricolore, symbolise les Trois joyaux du bouddhisme : le Bouddha, le Dharma et le Sangha ; celui du bas, bicolore, représente selon le gouvernement du Tibet en exil l'attachement manifesté par les peuples à la discipline personnelle et la bonne conduite morale (selon l'optique bouddhiste, les dix vertus élevées et les seize façons de se comporter avec humanité).

## Le chien-lion du Tibet
Le Do Khy  ou dogue du tibet ou tibetan mastiff est une race de chien appartenant au groupe des chiens du Tibet. Selon la légende, ils entretiendraient des liens étroits avec le lion des neiges à cause de leur forte ressemblance.

## Timbre, billet et pièce du Tibet

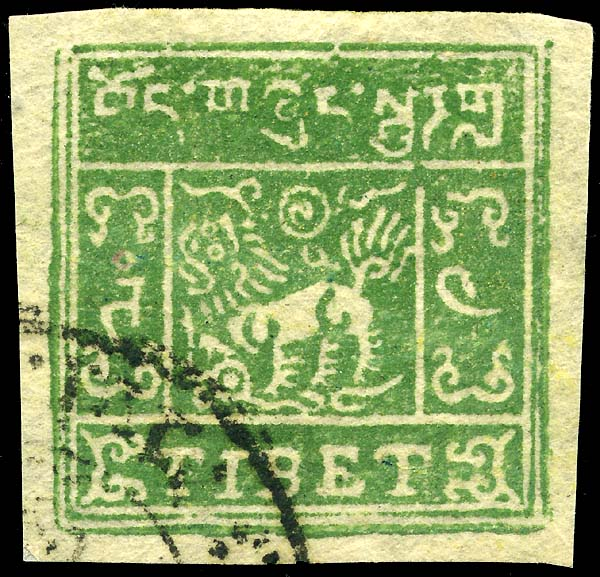
Timbre de 1934.

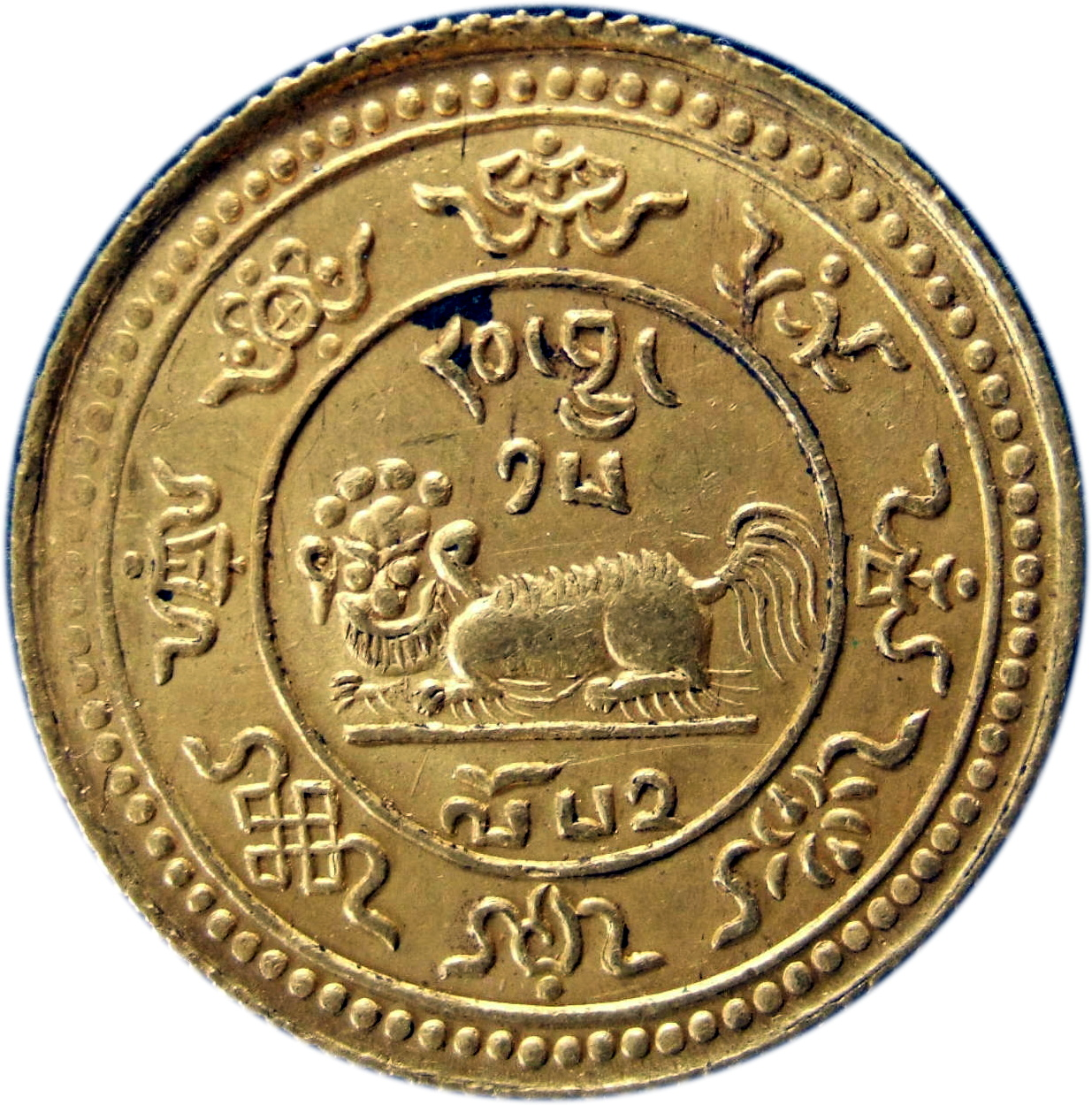
Pièce de 1918.

On retrouve le lion des neiges sur un timbre tibétain de 1934 un lion. Il en est de même sur certains billets de banque tibétains et pièces de monnaie tibétaines.